# Ducado de Almodóvar del Valle

Escudo de Almodóvar del Río, de donde la i duquesa de Almodóvar del Valle fue duquesa consorte.

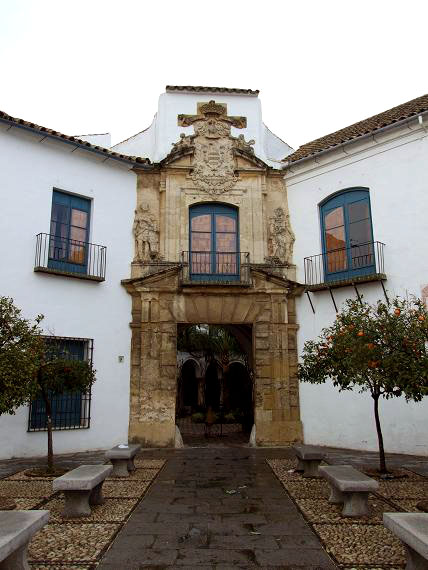
Palacio de Viana (Córdoba), sede del fondo Torres Cabrera.

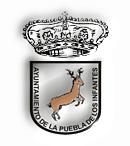
Escudo de La Puebla de los Infantes, de donde la i duquesa de Almodóvar del Valle fue marquesa consorte.

El ducado de Almodóvar del Valle es un título nobiliario español con Grandeza de España, concedido por el rey Amadeo I a Eloisa Martel y Fernández de Córdoba el 13 de abril de 1871, mediante decreto, y el 19 de agosto de ese mismo año por real despacho.
La reina Victoria Eugenie otorgó el título como regalo de bodas para Eloisa Martel, que al contraer nuevo matrimonio con Martín de Rosales y Valterra perdía el tratamiento de duquesa viuda de Almodóvar del Río.

## Duques de Almodóvar del Valle
|                       | Titular                              | Periodo               |
| Creación por Amadeo I | Creación por Amadeo I                | Creación por Amadeo I |
| --------------------- | ------------------------------------ | --------------------- |
| i                     | Eloisa Martel y Fernández de Córdoba | 1871-1915             |
| ii                    | Martín de Rosales y Martel           | 1915-1935             |
| iii                   | Ricardo Martel de Cárdenas y Arteaga | 1935-1981             |
| iv                    | Alfonso Martel y Fonseca             | 1981-actual titular   |

## Historia de los duques de Almodóvar del Valle
- Eloisa Martel y Fernández de Córdoba (1833-1915), i duquesa de Almodóvar del Valle, i marquesa de Alborroces.[2]

Casó en primeras nupcias con Joaquín Fernández de Córdoba y Pulido, vi duque de Almodóvar del Río y vi marqués de la Puebla de los Infantes. De este matrimonio tuvo a Isabel Fernández de Córdoba y Martel, que heredó las posesiones de su padre.
Casó en segundas nupcias con Martín de Rosales y Valterra. De este matrimonio le sucedió su hijo:
- Martín de Rosales y Martel (1872-1931), ii duque de Almodóvar del Valle y ii marqués de Alborroces, gentilhombre de Cámara del Rey con ejercicio y servidumbre.[3]

Casó con Josefa María de León y Primo de Rivera. Sin hijos.
El hermano de su madre Eloisa Martel, Ricardo Martel y Fernández de Córdoba, ix conde de Torres Cabrera y vii conde de Menado Alto, casó con María Cristina de Arteaga y Silva, que tuvo por hijo a Alfonso Martel y Arteaga, x conde de Torres Cabrera y viii conde de Menado Alto. Este casó con María Pilar de Cárdenas y San Cristóbal, viii condesa de Valdehermoso de Cárdenas, cuyo hijo Ricardo fue quien sucedió en el ducado, como sobrino nieto de la i duquesa:
- Ricardo Martel de Cárdenas y Arteaga (1900-1981), iii duque de Almodóvar del Valle, xi conde de Torres Cabrera y ix conde de Menado Alto.[4]

Casó con María Joaquina Mantilla de los Ríos y Aguirre, de quién no hubo sucesión. Le sucedió su sobrino Alfonso, hijo de su hermano José Manuel Martel de Cárdenas y Arteaga, iii marqués de Alborroces y de su esposa María Luisa de Fonseca y Valverde, vii marquesa de la Isla:
- Alfonso Martel y Fonseca (1951), iv duque de Almodóvar del Valle, xii conde de Torres Cabrera, iv marqués de Alborroces, viii marqués de la Isla, x conde de Valdehermoso de Cárdenas.